# Stunt Fall
Stunt Fall is een omgekeerde shuttle-achtbaan in Parque Warner Madrid. De achtbaan opende in 2002, maar was oorspronkelijk bestemd voor Six Flags Belgium (nu Walibi Belgium), en de Cobra zou in dit park komen en zou dienstdoen als "Superman"-achtbaan. Wegens omstandigheden werden deze banen verwisseld.
De baan is een aangepaste, grotere versie van de standaard Boomerang van Vekoma. Vekoma noemde dit model Giant Inverted Boomerang.

## De rit
De trein hangt onder de rails en verlaat achterwaarts het station, om tot een hoogte van 59 meter getild te worden. Hierna wordt de trein losgelaten en raast hij met een snelheid van ongeveer 106 km/h door het station heen. Hierna volgt een cobra roll en daarna een looping. Hierna gaat de trein weer recht omhoog om vervolgens weer te worden losgelaten. De trein gaat dan achterwaarts terug door de looping en de cobra roll, om vervolgens in het station terug tot stilstand te komen.